# 黃懋官
黃懋官（1516年—1560年），字君辨，號霖原，福建興化府莆田縣人，明朝政治人物。官至南京戶部侍郎，因引發兵變被殺。

## 生平
嘉靖十六年（1537年）丁酉科福建鄉試第五十三名。嘉靖十七年（1538年），登進士第二甲第四十五名。累官太僕寺少卿，三十三年十二月升本寺卿，三十五年九月升順天府府尹，三十七年升南京户部右侍郎、总督南京粮储，三十九年二月南京振武營兵乱被杀。
嘉靖間，爲抵禦倭寇，南京尚书张鏊召募御倭部队，名振武营。旧制南京军士有妻室者，月给粮饷一石，无妻室者六斗。以仲春、仲秋二月，每石米折银五钱。嘉靖三十九年（1560年），南京户部尚书马坤奏减每石折银，督储侍郎黄懋官又奏革募补军士妻室之月粮，军士怨愤不已。不久，因发饷拖期，振武营士卒鼓噪哗变，黄懋官跳墙逃跑時倒地不能起，遂被乱兵所杀，其尸体被悬挂在大中桥牌坊上，被射箭折辱。

## 家族
曾祖黃仲昭，曾任按察司提學僉事，詔進朝列大夫前翰林院編修；祖父黃乾剛，贈承德郎南京戶部署員外郎；父黃希濩，曾任知縣。母鄭氏。重庆下。兄懋宣、弟懋常。